# Siratus alabaster
Siratus alabaster, tên tiếng Anh: Alabaster Murex, là một loài ốc biển, là động vật thân mềm chân bụng sống ở biển trong họ Muricidae, họ ốc gai.

## Hình ảnh

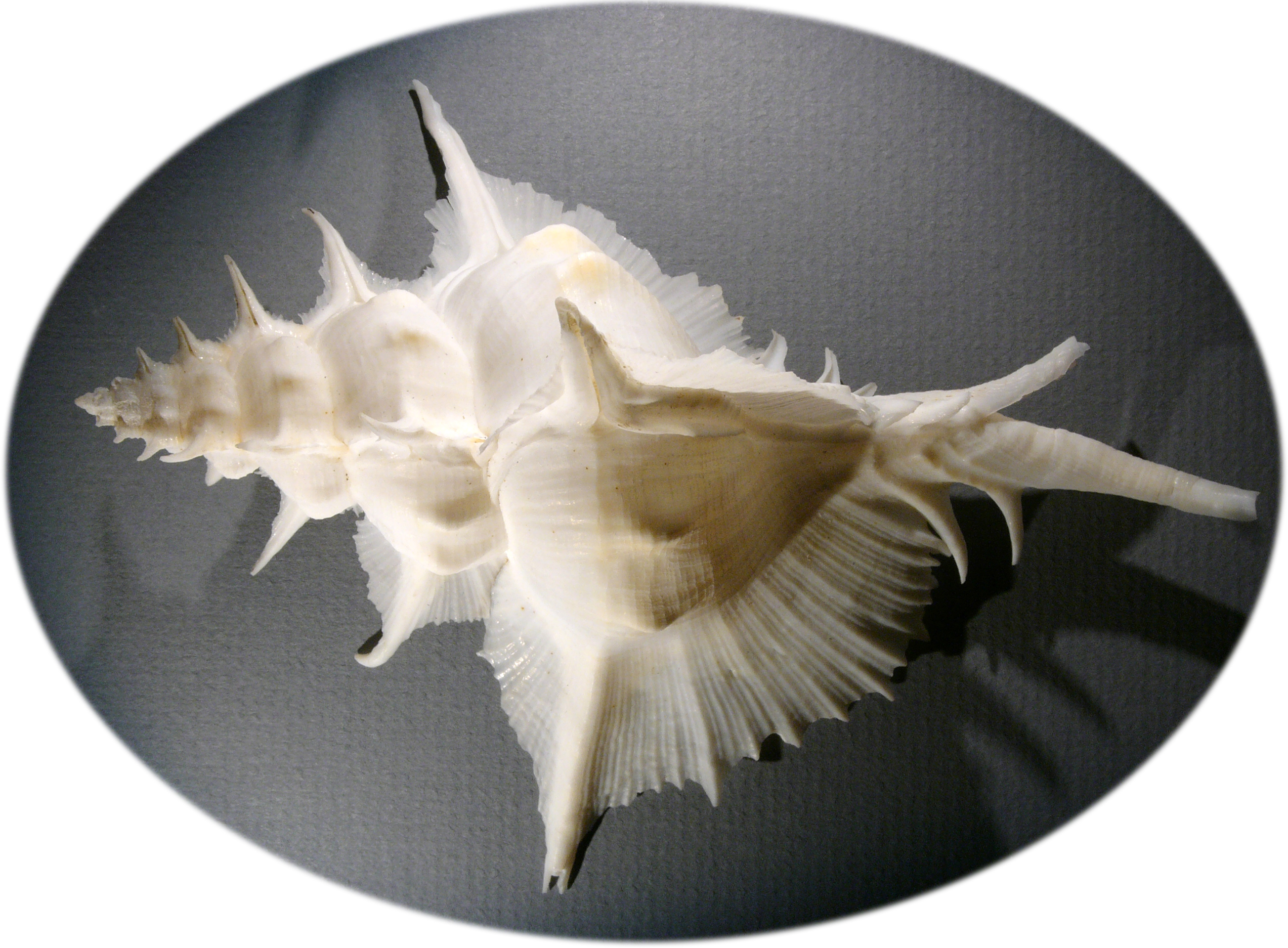
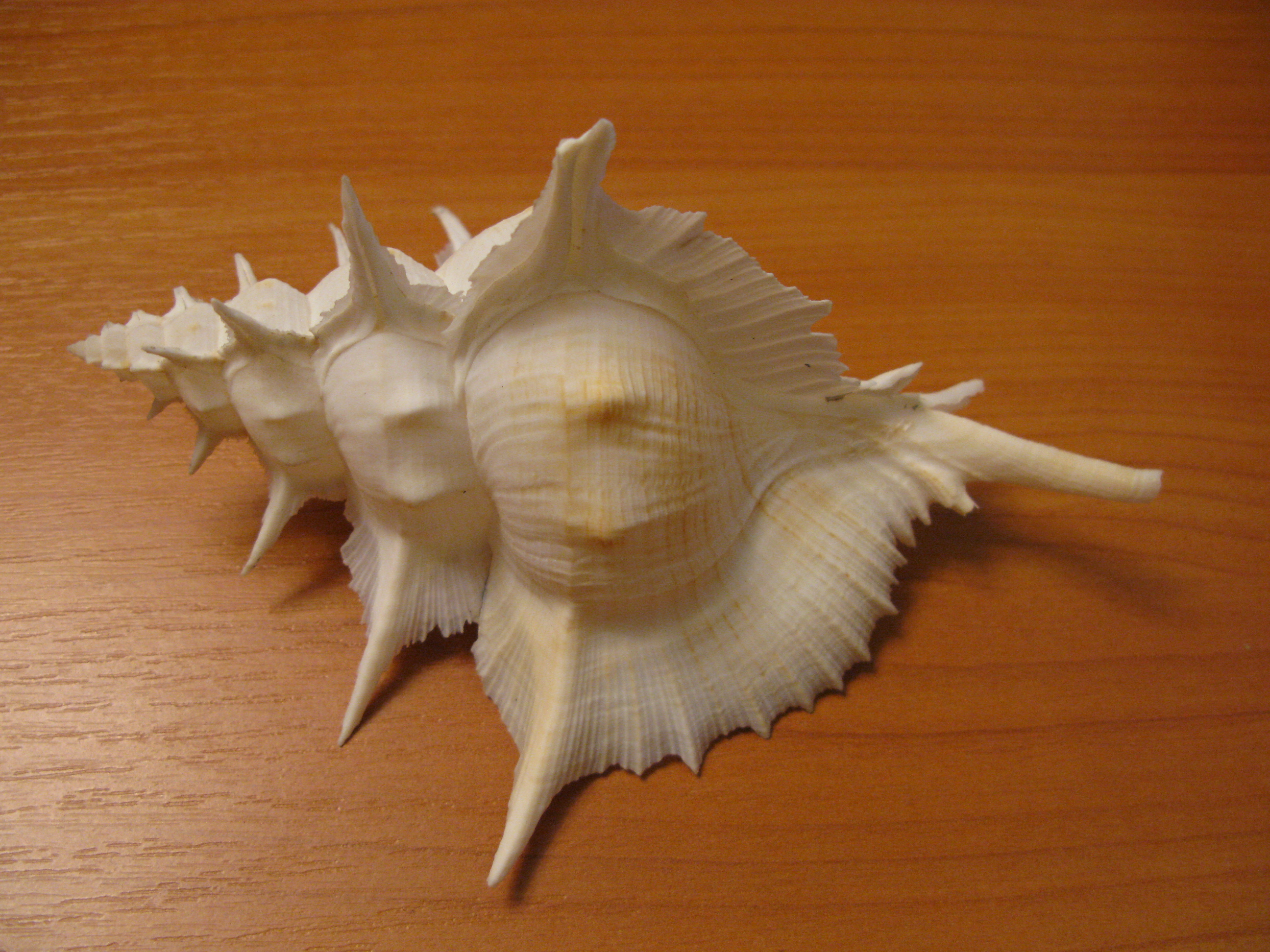
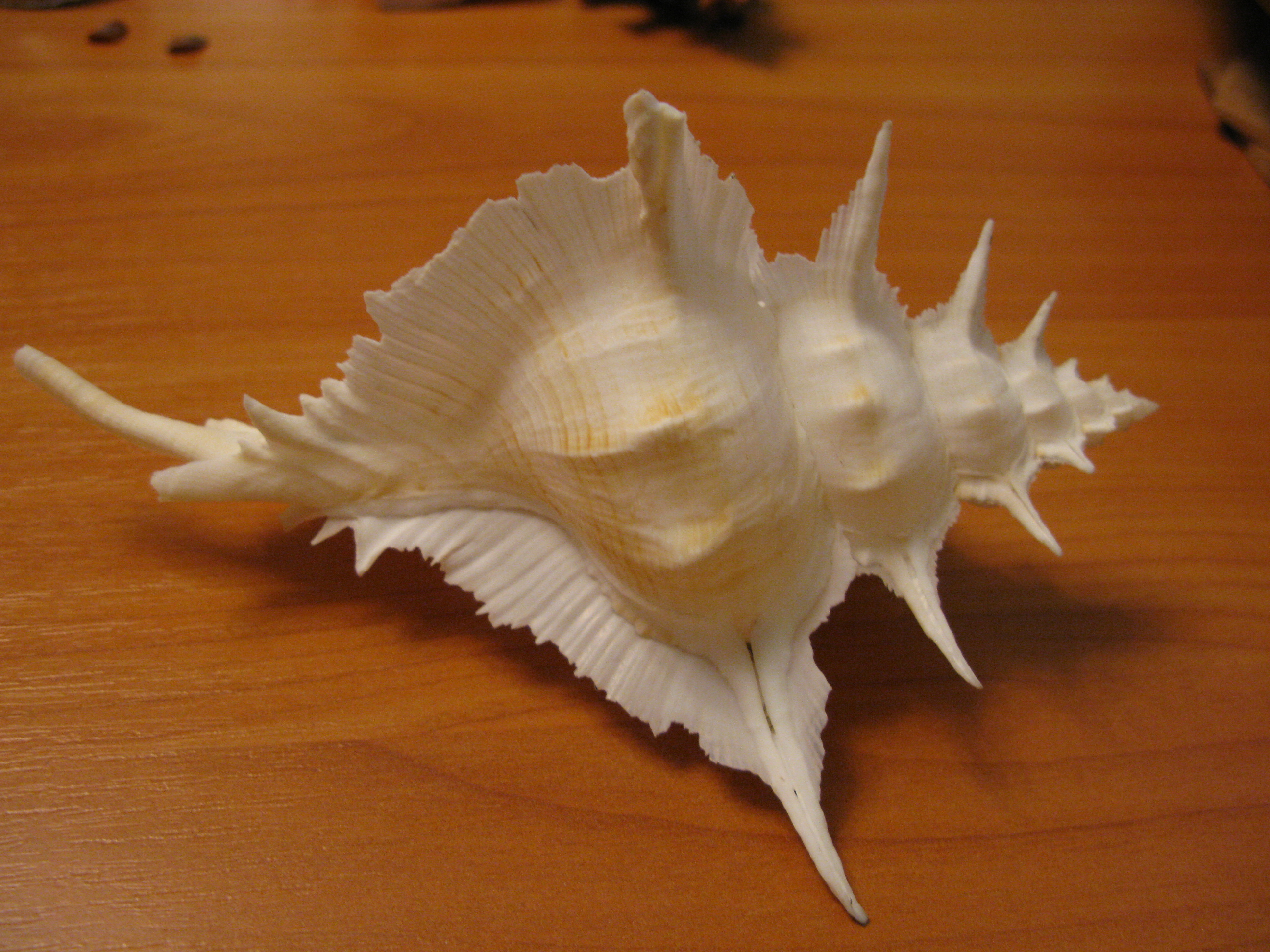
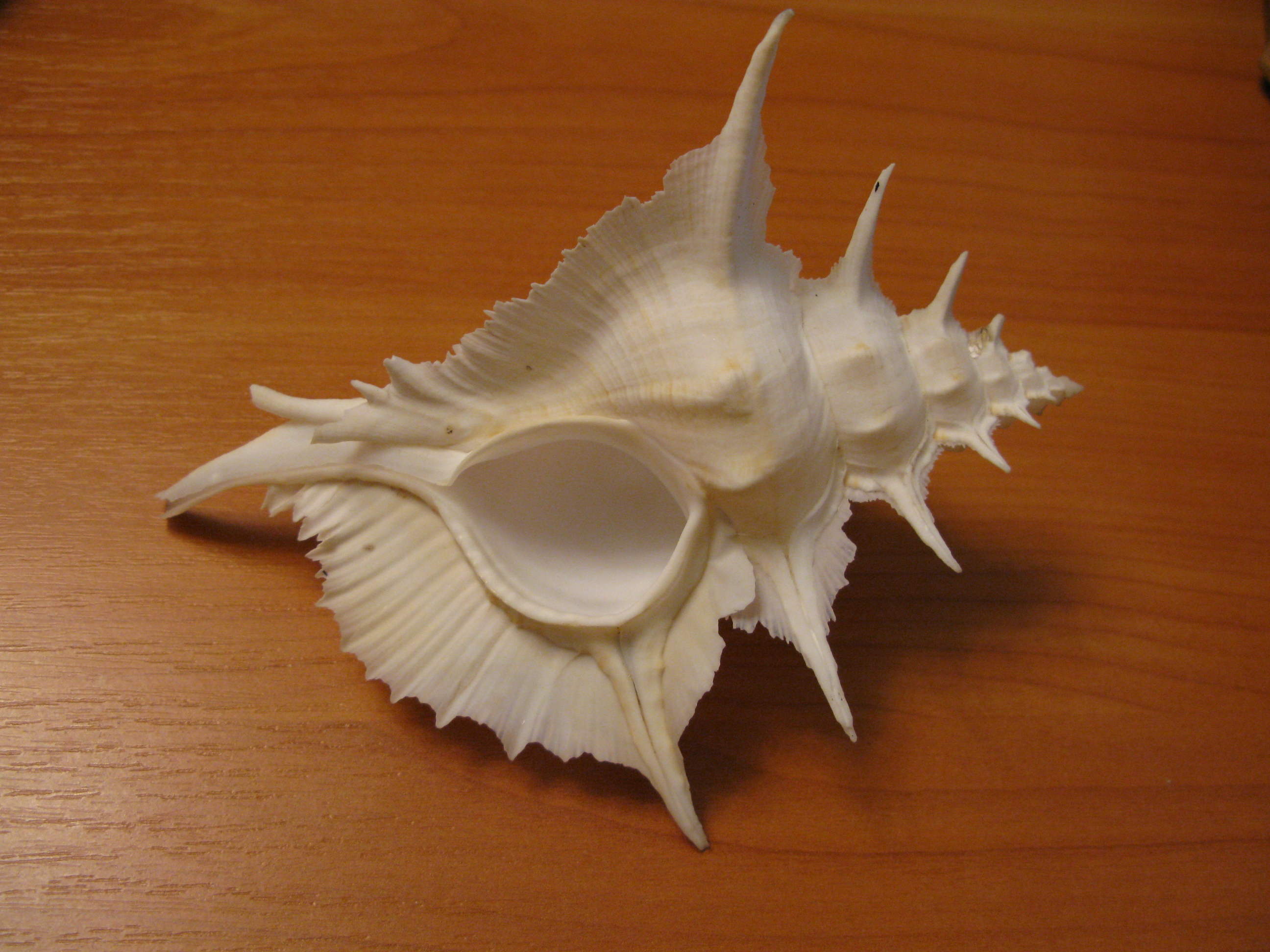